# Крусе, Давид
Давид Кьер Крусе (дат. David Kjær Kruse; род. 15 мая 2002, Ульдум, Центральная Ютландия) — датский футболист, полузащитник шведского «Гётеборга».

## Клубная карьера
Футболом начал заниматься в клубе «Соле», а затем выступал за «Хеденстед», где провёл полтора года. В 13-летнем возрасте перешёл в академию «Хорсенса». В августе 2019 года подписал с клубом первый трёхлетний контракт. Дебютировал за клуб в датской суперлиге 11 апреля в игре с «Сённерйюском».
10 августа 2023 года перешёл во французский «Валансьен», заключив соглашение на три года. Первую игру за новый клуб провёл 12 августа на выезде против «Бастии», появившись на поле в стартовом составе. В общей сложности провёл за «Валансьен» 24 матча и забил один мяч. По итогам сезона команда заняла последнее место в турнирной таблице и вылетела в Насьональ, а Крусе покинул клуб.
1 августа 2024 года перешёл в шведский «Гётеборг», с которым подписал контракт на четыре с половиной года.

## Карьера в сборной
Выступал за молодёжную сборную Дании. В её составе дебютировал 24 марта 2023 года в товарищеской встрече со сборной Украины.

## Клубная статистика
| Выступление      | Выступление      | Выступление      | Лига | Лига | Кубки | Кубки | Конт. кубки | Конт. кубки | Итого | Итого |
| Клуб             | Лига             | Сезон            | Игры | Голы | Игры  | Голы  | Игры        | Голы        | Игры  | Голы  |
| ---------------- | ---------------- | ---------------- | ---- | ---- | ----- | ----- | ----------- | ----------- | ----- | ----- |
| Хорсенс          | Суперлига        | 2020/21          | 5    | 0    | 0     | 0     | 0           | 0           | 5     | 0     |
| Хорсенс          | 1-й дивизион     | 2021/22          | 28   | 0    | 4     | 0     | 0           | 0           | 32    | 0     |
| Хорсенс          | Суперлига        | 2022/23          | 31   | 0    | 3     | 0     | 0           | 0           | 34    | 0     |
| Хорсенс          | 1-й дивизион     | 2023/24          | 3    | 0    | 0     | 0     | 0           | 0           | 3     | 0     |
| Хорсенс          | Итого            | Итого            | 67   | 0    | 7     | 0     | 0           | 0           | 74    | 0     |
| Валансьен        | Лига 2           | 2023/24          | 22   | 1    | 2     | 0     | 0           | 0           | 24    | 1     |
| Валансьен        | Итого            | Итого            | 22   | 1    | 2     | 0     | 0           | 0           | 24    | 1     |
| Гётеборг         | Алльсвенскан     | 2024             | 0    | 0    | 0     | 0     | 0           | 0           | 0     | 0     |
| Гётеборг         | Итого            | Итого            | 0    | 0    | 0     | 0     | 0           | 0           | 0     | 0     |
| Всего за карьеру | Всего за карьеру | Всего за карьеру | 89   | 1    | 9     | 0     | 0           | 0           | 98    | 1     |